# Fokker
Fokker je nizozemski proizvajalec letal, poimenovan po njegovem ustanovitelju Anthonyju Fokkerju. Podjetje je imelo več različnih imen. Začeli so leta 1912 v nemškem Schwerinu, leta 1919 pa so se preselili na Nizozemsko. Najuspešnejše obdobje podjetja je bilo v 1920-ih in 30-ih, ko je uspeval s komercialnimi letali. Bankrotrial je leta 1996, dele podjetja so prodali konkurenčnim podjetjem.

## Zgodovina
Pri dvajsetih je Anthony Fokker zgradil sovje prvo letalo Spin. Prvo  zgrajeno nizozemsko letalo. Zaradi boljših pogojev v Nemčiji, se je preselil v Berlin, kjer je ustanovil svoje prvo podjetje Fokker Aeroplanbau, ki se je pozneje preselila v Görries, južnozahodno od Schwerina. Tam je leta 1912 ustanovil trenunto družbo Fokker Aviatik GmbH.

### Prva svetovna vojna
Fokker je prodal veliko enokrilnikov nemški vladi in tam tudi ustanovil tovarno. Prvo številčno proizvajano letalo je bilo Fokker M.5, sicer izboljšana kopija Morane-Saulnier G. . V nemški vojski se je M.5 imenoval A III in je bil dokaj uspešen, uporabljal pa se je kot izvidniško letalo. Fokker je ugotovil, da je pametno oborožiti ta letala s strojnico, zato je razvil sinhronski sistem za streljanje skozi propeler. Tako oboroženi A III je Fokker razvil v verzijo Fokkerjev enokrilnik, eno izmed najbolj uspešnih letal na zahodni fronti začetnega obdobja. Z njim so imele nemške letalske sile nekaj časa prednost, do pojava Nieuport 11 in Airco DH.2 leta 1916.
Med vojno so Fokkerjevi inženirji delali na Fokker-Leimberger, z 12 cevnim Gatling topom, s hitrostjo streljanja 7200 nabojev v minuti.
Pozneje je nemška vlada prisilila Fokkerja in Junkersa v bližje sodelovanje. Tako so leta 1917 ustanovili Junkers-Fokker Aktiengesellschaft, ki pa je kmalu propadlo. V naslednjem desetletju se je na Fokkerjevih letalih videlo določene podobnosti z Junkersovimi letali, ki so bili v marsičem naprednejši in jih je Fokker posnemal. Po vojni sta si bila na trgu potniških letal ravno tadva največja konkurenta. 
Nemški letalski as Manfred von Richthofen, znan kot Rdeči baron, je letel na trokrilniku Fokker Dr.I in z njim dosegel nekaj od 80 zmag.

## Znana Fokkerjeva letala
- Leta 1915 so nemške zračne sile z lovcem Fokker E.I, opremljenim s sinhronizirano strojnico, dosegle prevlado v zraku.
- Nemški letalski as Manfred von Richthofen, znan kot Rdeči baron, je letel na trokrilniku Fokker Dr.I in z njim dosegel nekaj od skupno 80 zmag.
- Pojav revolucionarnega Fokker D.VII leta 1918 v nemške letalske sile
- Leta 1923 sta Oakley George Kelly in John Arthur Macready polet brez postanka prek Severne Amerike z letalom Fokker T-2 (različica Fokker F.IV)
- Leta 1927 je Richard E. Byrd izvedel čezatlantski let od New Yorka do Pariza z letalom Fokker F.VII
- Leta 1928 je Charles Kingsford-Smith zaključil čezpacifiški let v F.VII
- Fokker S-14 Machtrainer je bilo prvo reaktivno šolsko letalo (1951)

## Fokkerjeva letala

### 1912–1918
- Fokker Spin
- Fokker M.1 - M.4 Spin
- Fokker W.1 - W.2
- Fokker A.III (M.5K) - predhodnik letala Fokker E
- Fokker A.III (M.5L)
- Fokker M.6
- Fokker B.I (M.7 en M.10E)
- Fokker W.3
- Fokker A.I  (M.8)
- Fokker M.9
- Fokker B.II (M.10Z)
- Fokkerjevi enokrilniki
  - Fokker E.I| (M.5K/MG)
  - Fokker E.II (M.14)
  - Fokker E.III (M.14v)
  - Fokker E.IV (M.15)
- Fokker M.16E and M.16Z
- Fokker B.II (M.17Z)
- Fokker B.III (M.18Z)
- Fokker D.I (M.18E)
- Fokker D.II (M.17E)
- Fokker D.III (M.19)
- Fokker D.IV (M.21)
- Fokker D.V (M.22)
- Fokker V.1
- Fokker V.2 and V.3
- Fokker V.4 - prototip letala Fokker Dr.I
- Fokker F.I (V.5) - prvotna označba letala Fokker Dr.I
- Fokker Dr.I - legendarni fokkerjev trokrilnik
- Fokker V.6
- Fokker V.7
- Fokker V.8
- Fokker V.9, V.11, V.12, V.13. V.14, and V.16
- Fokker D.VI
- Fokker D.VII  (V.11/13)
- Fokker V.17 - V.25
- Fokker E.V/D.VIII (V.26)
- Fokker V.27 - V.37
- Fokker C.I (V.38)
- Fokker V.39

### 1919–1940
- Fokker V.39 - Fokker V.42
- Fokker C.I
- Fokker F.6
- Fokker F.II
- Fokker F.III
- Fokker F.IV
- Fokker T.II
- Fokker S.I
- Fokker D.IX
- Fokker D.X
- Fokker S.II
- Fokker B.I
- Fokker C.IV
- Fokker F.V
- Fokker S.III
- Fokker D.XI
- Fokker DC.I
- Fokker T.III
- Fokker B.II
- Fokker F.VII
- Fokker C.V
- Fokker D.XII
- Fokker D.XIII
- Fokker S.IV
- Fokker D.XIV
- Fokker B.III
- Fokker F.VIII
- Fokker T.IV - T.IVa
- Fokker C.VII-W
- Fokker F.XI "Universal"
- Fokker F.XIV
- Fokker D.XVI
- Fokker F.IX
- Fokker C.VIII
- Fokker C.IX
- Fokker F.XII
- Fokker D.XVII
- Fokker F.XVIII
- Fokker F.XX
- Fokker F.XXXVI
- Fokker C.X
- Fokker F.XXII
- Fokker C.XI-W
- Fokker D.XXI
- Fokker G.I
- Fokker T.V
- Fokker S.IX
- Fokker C.IV-W
- Fokker T.VIII
- Fokker D.XXIII
- Fokker F.XXIV
- Fokker T.IX

### Fokker-Atlantic
- Fokker A-2
- Fokker A-7
- Fokker AO
- Fokker B-8
- Fokker C-2
- Fokker C-5
- Fokker C-7
- Fokker C-14
- Fokker C-15
- Fokker C-16
- Fokker C-20
- Fokker CO-4
- Fokker CO-4 Mailplane
- Fokker CO-8
- Fokker FA
- Fokker FLB
- Fokker JA
- Fokker LB-2
- Fokker O-27
- Fokker PJ
- Fokker PW-5
- Fokker PW-6
- Fokker PW-7
- Fokker RA
- Fokker T-2
- Fokker B.11
- Fokker F.7
- Fokker F.10
- Fokker F.11
- Fokker F.12
- Fokker F.13
- Fokker F.14
- Fokker DH-4M
- Fokker-Hall H-51
- Fokker Universal
- Fokker Super Universal
- Fokker F.32

### 1945–Do danes
- Fokker F24
- Fokker F25 Promotor
- Fokker S-11 Instructor
- Fokker S-12 Instructor
- Fokker S-13 Universal Trainer
- Fokker S-14 Machtrainer
- Fokker F26 Phantom
- Fokker F27 Friendship
- Fokker F28 Fellowship
- Fokker F.29
- Fokker 50
- Fokker 60
- Fokker 70
- Fokker 100
- Fokker 130 (samo koncept)